# Italie au Concours Eurovision de la chanson 1965
L'Italie a participé au Concours Eurovision de la chanson 1965 le 20 mars à Naples, en Italie. C'est la 10e participation italienne au Concours Eurovision de la chanson.
Le pays est représenté par Bobby Solo et la chanson Se piangi, se ridi, sélectionnés par la Radio-télévision italienne au moyen du Festival de Sanremo.

## Sélection

### Festival de Sanremo 1965
Le radiodiffuseur italien, la Radiotelevisione Italiana (RAI, « Radio-télévision italienne »), sélectionne l'artiste et la chanson représentant l'Italie au Concours Eurovision de la chanson 1965 à travers la 15e édition du Festival de Sanremo,,.
Le festival de Sanremo 1965, présenté par Mike Bongiorno et Maria Grazia Spina, a lieu du 28 au 29 janvier, pour les demi-finales, et le 30 janvier 1965, pour la finale, au Casino de Sanremo. Les chansons sont toutes interprétées en italien, langue nationale de l'Italie.
Parmi les participants au festival de Sanremo de 1965, certains ont déjà concouru ou concourront à une édition de l'Eurovision pour représenter l'Italie ou un autre pays : Betty Curtis en 1961 ; Gigliola Cinquetti, lauréate de 1964 ; Iva Zanicchi en 1969 ; Udo Jürgens en 1964, 1965 et 1966 pour l'Autriche.

#### Demi-finales

##### Non-finalistes
Les chansons sont classées par le titre, l'ordre des passages n'étant pas connu.
| Ordre | 1er interprète         | 2e interprète         | Chanson                                        | Traduction                                               |
| ----- | ---------------------- | --------------------- | ---------------------------------------------- | -------------------------------------------------------- |
|       | John Foster            | Joe Damiano (it)      | Cominciamo ad amarci                           | Nous commençons à nous aimer                             |
|       | Ricky Gianco           | Jody Miller           | Devi essere tu                                 | Je dois être toi                                         |
|       | Gianni Mascolo         | Dusty Springfield     | Di fronte all'amore                            | Face à l'amour                                           |
|       | Don Miko (it)          | Timi Yuro             | E poi verrà l'autunno                          | Et puis viendra l'automne                                |
|       | Iva Zanicchi           | Gene Pitney           | I tuoi anni più belli                          | Tes plus belles années                                   |
|       | Kenny Rankin (en)      | Bruno Lauzi           | Il tuo amore                                   | Ton amour                                                |
|       | Hoagy Lands (en)       | Giordano Colombo (it) | Io non volevo                                  | Je ne voulais pas                                        |
|       | Beppe Cardile (it)     | Anita Harris (en)     | L'amore è partito                              | L'amour s'en est allé                                    |
|       | Robertino              | Danyel Gérard         | Mia cara                                       | Ma chèrie                                                |
|       | Franco Tozzi (it)      | Johnny Tillotson      | Non a caso il destino (ci ha fatto incontrare) | Ce n'est pas le destin (qui nous a fait nous rencontrer) |
|       | Peppino Gagliardi (it) | Timi Yuro             | Ti credo                                       | Je te crois                                              |
|       | Fabrizio Ferretti (it) | Dusty Springfield     | Tu che ne sai?                                 | Toi qui ne sais pas                                      |

#### Finale
Les chansons sont classées par le titre, l'ordre des passages n'étant pas connu.
| Ordre | 1er interprète        | 2e interprète             | Chanson                    | Traduction                  | Place |
| ----- | --------------------- | ------------------------- | -------------------------- | --------------------------- | ----- |
|       | Ornella Vanoni        | Udo Jürgens               | Abbracciami forte          | Embrasse-moi fort           | NC    |
|       | Nicola Di Bari        | Gene Pitney               | Amici miei                 | Mes amis                    | NC    |
|       | Fred Bongusto         | Kiki Dee                  | Aspetta domani             | Attends demain              | NC    |
|       | Gigliola Cinquetti    | Connie Francis            | Ho bisogno di vederti      | J'ai besoin de te voir      | NC    |
|       | Betty Curtis          | Petula Clark              | Invece no                  | Au contraire                | NC    |
|       | Pino Donaggio         | Jody Miller               | Io che non vivo (senza te) | Je ne peux (vivre sans toi) | NC    |
|       | Bruno Filippini (it)  | Yukari Itō (it)           | L'amore ha i tuoi occhi    | L'amour a tes yeux          | NC    |
|       | Wilma Goich           | The New Christy Minstrels | Le colline sono in fiore   | Les collines sont en fleurs | NC    |
|       | Remo Germani          | Audrey                    | Prima o poi                | Avant ou après              | NC    |
|       | Bobby Solo            | The New Christy Minstrels | Se piangi, se ridi         | Si tu pleures, si tu ries   | 1     |
|       | Vittorio Inzaina (it) | Les Surfs                 | Si vedrà                   | On verra                    | NC    |
|       | Milva                 | Bernd Spier               | Vieni con noi              | Viens avec nous             | NC    |

Lors de cette sélection, c'est la chanson Se piangi, se ridi, écrite et composée par Bobby Solo, co-écrite par Mogol et Gianni Marchetti, qui fut choisie avec Bobby Solo comme l'interprète et Gianni Ferrio comme chef d'orchestre.

## À l'Eurovision
Chaque jury national attribue un, trois ou cinq points à ses trois chansons préférées.

### Points attribués par l'Italie
| 5 points | Irlande     |
| 3 points | Autriche    |
| 1 point  | Royaume-Uni |

### Points attribués à l'Italie
| 5 points | 3 points                                | 1 point                                |
| -------- | --------------------------------------- | -------------------------------------- |
|          | - Belgique - France - Monaco - Pays-Bas | - Allemagne - Luxembourg - Royaume-Uni |

Bobby Solo interprète Se piangi, se ridi en 13e position, suivant le Portugal et précédant le Danemark.
Au terme du vote final, l'Italie termine 5e sur 18 pays, ayant obtenu 15 points au total provenant de 7 pays,.